# Cloudy Heart
『Cloudy Heart』（クラウディ・ハート）は、日本のシンガーソングライターである吉川晃司の9枚目のオリジナル・アルバム。
1994年1月31日に東芝EMIのイーストワールドレーベルからリリースされた。前作『Shyness Overdrive』（1992年）よりおよそ1年4か月振りにリリースされた作品であり、作詞は吉川および松井五郎が担当、作曲はすべて吉川が担当、プロデュースは吉川と吉田建もしくは菅原弘明が共同で担当している。レコーディングには元レベッカのボーカルであるNOKKOやPERSONZのギタリストである本田毅が参加している。
本作はイギリスにおけるニューロマンティックと呼ばれたジャンルのアーティストから影響を受けたサウンドで構築されているが、音数を増やしたくないという吉川の意向によりバンド・サウンドを前面に出した音楽性となっている。本作において吉川は自身の生き方への方向性に対してその答えは誰にも分からず、また答え自体が必要ないのかもしれないという内容をテーマにしたと述べている。
本作はオリコンアルバムチャートにおいて最高位第1位を獲得、売り上げ枚数は40万枚を超えたため日本レコード協会からプラチナ認定を受けた他、吉川の全アルバムの中で最大のヒット作となっている。本作からは先行シングルとしてデビュー10周年記念としてリリースされた「KISSに撃たれて眠りたい」およびローソン「3D R&R SHOW」のコマーシャルソングとして使用された「VENUS 〜迷い子の未来〜」がシングルカットされた他、日本テレビ系テレビドラマ『ザ・ワイドショー』（1994年）の主題歌として使用された「Rambling Rose」がリカットされた。

## 背景
1993年にデビュー10周年を迎えた吉川晃司は、2月24日に17枚目のシングル「KISSに撃たれて眠りたい」をリリースし、同月にファンへの感謝の意を込めたコンサートを数本行った。4月7日にはデビュー10周年記念となるライブ・アルバム『GOLDEN YEARS VOL.I』および『GOLDEN YEARS VOL.II』を同時リリース。同作をリリースしたことについて吉川は「あのライヴをやったことと、ライヴ盤を出したこと。両方とも、応援してきてくれた人への感謝の気持ちですね。ひねくれ者ですけど、そういう“ありがとう”って気持ちはまっすぐに出したいと思ってます」と述べている。また吉川はデビューしてからの10年間を振り返った上で、NHK総合音楽番組『第36回NHK紅白歌合戦』（1985年）に出演した際にギターを燃やす行為を行ったことを例に挙げた上で自身のことを「けっこうダセえ奴だなと思いましたけどね」と自嘲気味に述べており、吉川の行為によって地方に左遷された番組スタッフがいたことに触れ、「一生恨まれるなあ、と。あの時にはあれしか思いつかなかったんですけど、バカでしたよねえ」と述べた他、体制に対する反発心があったものの的外れな行為になってしまったことに対して「もうちょっと何か、うまくできなかったかなと思う気持ちのほうが大きいですけどね」と述べている。
同年9月22日から30日にかけて吉川は写真撮影とビデオ撮影のためスペインを来訪した。吉川は自身が天邪鬼であると述べた上で、「10周年記念」と言われることに恥じらいの気持ちがあったことから半年間に亘りスタジオに籠ってレコーディング作業を行っていたという。同年は外出することが全くなかったと吉川は述べており、自宅に小型のコンピュータと2、3台のキーボードを置いて籠ったまま楽曲制作を行い、外出する意欲がなかったために頭髪も髭も伸ばし放題の状態であったと述べている。食事は主に寿司屋もしくはラーメン屋の出前を利用しており、掃除や洗濯は東京に居住している親に依頼していたと吉川は述べている。吉川は自身のことを集中力がないタイプであると自覚しており、追い込まれないと楽曲制作が出来ないためにあえて外出できないように髭を伸ばしたり粗末な服装をしていたと述べている。

## 録音、制作
本作のレコーディングは1993年6月1日から12月8日までの約半年間に亘って行われた。前作との大きな違いとして、レコーディング開始前に吉川は読書するようになったと述べた他、1か月半に亘り海外旅行に行ったことで様々なヒントを得ていたために慌てる必要がないことが大きかったとも述べている。吉川は読書した中からジェフリー・アーチャーの作品を例として挙げた他、宗教関連の本も多数読み漁っていたと述べている。前作に続き本作においてもプロデューサーとして吉田建が参加しているが、吉川は吉田に対して「前回よりもちょっと引いた所で、見てほしいって、最初にお願いしたんですよ」と述べており、試行錯誤の中で不明瞭な点が発生した場合にのみ吉田にフォローしてもらうという作業であったため、「プロデュースっていう形ではなくて、目付役みたいな感じ」と吉川は述べている。吉川はスタジオ・ミュージシャンとのコミュケーションを重要視しており、バンドと同じような感覚でアルバム制作を行っていたが、それについて周囲からは「よく、バカだって言われる（笑）」と述べた上で、「ソロでやってるんだから、色々なことをやりゃあいいじゃんって、言われるんだけど、ダメなんだよね（笑）」とも述べている。楽曲制作については10曲はスムーズに行えており、中でも「GIVE ME A BREAK」は5分で制作したと吉川は述べている。また本作において最も収穫となったのは8曲目「Little Heaven」であったと吉川は述べており、「こういうホワーっとした曲は、今までの僕の中になかったし、書くこともなかった。このアルバムの中では救いの存在になっているよね」と述べている。
本作では歌入れが短くなったと吉川は述べており、以前と比較して歌入れ前に疲弊していないことから集中することができたと述べている。またトラック・ダウン終了後に歌詞を変更することも発生しており、これについて吉川は「出来上がった曲を聴いているうちに、やっぱり、こっちはこの方がいいかなあって、替えたくなってしまうんだよね。そんな無茶苦茶なパターンでやってます」と述べた他、「でも、裏を返せば、すごく余裕が出てきたってことでもあると思うんだよね。一度、完成したものを、客観的に見られるようになったってことでもある」とも述べている。しかしスタッフには迷惑を掛けていることを自覚している吉川は、「正当な理由がある時には、しょうがないんだよね。逆に、変に妥協してしまうのは、音楽に対して誠実じゃないだろうし」と述べている。本作収録曲で最も作詞に苦労した楽曲は「VENUS 〜迷い子の未来〜」であると述べており、音質に疑問を抱いた吉川が一度トラック・ダウンのやり直しを指示、乾燥した音から湿った音に変更したものの、その後に歌詞の書き換えを行ったために再度のトラック・ダウンが必要となり、結果として3回やり直しが生じたためにスタッフが怒り出す事態となり、また歌詞についてはサビが10回程度変更されていると吉川は述べている。また作詞の際にそれまで吉川はワードプロセッサを使用していたが、本作制作時には万年筆を使用していると述べている。

## 音楽性とテーマ
本作の音楽性に関して吉川は、1970年代末から1980年代初頭の頃に流行していたユーリズミックスなどのイギリスのニューロマンティックと呼ばれるジャンルのアーティストの音楽性を参考にしていたと述べており、前作『Shyness Overdrive』（1992年）よりもデジタルな要素を多分に盛り込んだ結果、ループものやサンプリングを多用することになったと述べている。そのような方向性でありながらも主体はやはり歌でありその次はギターであると吉川は主張し、ライブにおいて再現不可能な音は入れたくないとの思いから、スタッフからサクソフォーンやフルートの音色を導入することを勧められても、バンドとしての音色にこだわりがあるため音数をなるべく少なくすることを心掛けていたと述べている。前作においてレコーディングのノウハウを得たと吉川は述べており、間奏のコード進行なども以前と比較して悩む場面が減少したと述べている。ユーリズミックスの他に吉川自身の音楽のルーツとなるザ・サイケデリック・ファーズやプリテンダーズ、ロバート・パーマーなどの音楽的要素が基盤となっており、これらの音楽性のニュアンスが反映された作風になっていると吉川は述べている。パーマーの作品はコーラスが凝った作風になっていることから、本作においても吉川はコーラスワークを重視して制作を行っており、これについて吉川は「これって洋楽的な作り方なんですよね。日本の音楽ってあまりそういうことをやらないんだけど、ロバート・パーマーなんかの作り方を聴くと、コーラスが凝っててかっこいいし、自分でもそういうことができる余裕が出てきたってことでもあるんでしょうね」と述べている。
歌詞について吉川は、自身の根底にあるテーマとして攻撃や破壊があると述べた上で、「優しくなることの強さ」もテーマとして新たに導入したいと述べている。吉川は自身や他人の気持ちを許せる感覚が必要であると主張し、「ただそれは、丸くなるってことではなくて、もっと核心に近くなっていく強さだと思うんですよ。表面的でない強さ。お前の何々を壊したいというよりも、お前の何々を許したいといった方が、許容量が多いっていう」と述べている。また、歌詞の完成度が高くても歌唱している本人と符合していないと歌詞だけが空回りするとの自説を述べた上で、歌詞を書くことや歌うことが「自分を戒める」という要素を含んでいるとも述べている。本作制作後のインタビューにおいて吉川は、前作が非現実的な要素を多く導入していたのに対し、本作では感情に対してのリアリティーを生活レベルで表現することが目的であったと述べている。また本作の楽曲では自身のことだけでなく友人や先輩と話した内容も盛り込まれており、サラリーマンや銀行員の知人から仕事上の悩みや怒りなどを聴く機会が多かったことから、自身の居場所についても考える切っ掛けになったと述べている。1曲目「Purple Pain」においてネガティブな言葉が使用されているが、これについて吉川は本作で主張したかったことは「人生に答えはないよね、出口はないよね」ということであったと述べた他、ネガティブな言葉が使用されているにも拘わらずパワーや勢いがあることに対しては「出口がなくてもいいじゃん。っていうスタンスだからなんだろうね。あきらめたり、さめたりするよりも、出口がなくて、ずっと探してる方がいいじゃん、そうしたらいつか、新しいものにふれられるんじゃないかって、考え方なんだよね」と述べている。

## 楽曲

### SIDE 1
1. 「Purple Pain」
本曲ではネガティブな言葉が使用されているが、これについて吉川は本作で主張したかったことは「人生に答えはないよね、出口はないよね」ということであったと述べた他、タイトルの意味は「紫の痛み、つまり青タンのこと」と述べている[15]。本作収録曲である12曲中9曲は1か月で完成したものの、残りの3曲が難産となりその中の1曲が本曲であると吉川は述べている[18]。本曲の音作りには3週間程度を要しており、4分の6拍子で3小節進行した後にサビは4分の4拍子となる特殊な譜割りのために、それを楽曲として成立させるために長期間を要する事態になったと述べている[15]。本曲を1曲目にすると吉川が決めた際にスタッフからは反対の声が上がり、本曲ではなく最終曲である「Love Way」を1曲目にすべきであるとの意見が出されたものの、吉川はごり押しで本曲を1曲目に決定したと述べている[18]。吉川は「洋楽チックな曲の場合、キャッチーな言葉は大抵英語だけど、ここは日本語で入れたかったっていうのがある」と述べた他、「自分はどういうふうに生きていくべきか」という問題提起に対して「今の俺自身もその答えは分からないし、もしかしたら答えなんてなくてもいいのかもしれない」というのが本曲を含めたアルバム全体のテーマであると述べている[19]。
2. 「Rambling Rose」
19枚目のシングル。詳細は「Rambling Rose」の項を参照。
3. 「VENUS 〜迷い子の未来〜」
18枚目のシングル。詳細は「VENUS 〜迷い子の未来〜」の項を参照。
4. 「Day by Day」
本曲はCOMPLEX所属時に制作した楽曲であると吉川は述べており、メンバーであった布袋寅泰がミディアムテンポのポップな楽曲を忌避していたためにお蔵入りになったという[20]。本作制作時にミディアムテンポの楽曲を制作しようとしていたところCOMPLEX所属時に制作したカセットテープが手元にあったため、吉田に聴かせたところ「これ、いいじゃない」との反応があったことから採用されることになった[20]。作詞は松井五郎が担当しているが、吉川の要望により7、8回程度書き直しを行っているという[20]。吉川は10周年を迎えたことで、意識はしていないながらも10年間で自身が覚えてきたことや切り捨ててきたことを総括する意図が根底にはあったかもしれないと述べ、「そうでなければこの曲を入れようとは思わなかっただろうし、レコーディングに半年かかったっていうのもそういう気持ちが強かったからだろうって、今になって思う」、「十年のキャリアなしでは歌えなかった曲だろうなっていう気もしますね」と後に述べている[20]。
5. 「SEXY」
イントロにおけるパイプオルガンから突如デジタルなアレンジになっていくという部分に関して、吉川はプリプロダクションで制作したデータをそのまま挿入していると述べている[20]。本曲はサラリーマンや銀行員である友人や先輩たちから聴いた話をヒントに制作された楽曲であり、「派閥を抜けると出世がなくなる」ことや「顔が二つないと生きていけない」というような話から「20代後半から30の頃は保留にしてた事柄の決定を迫られる時期」であることがテーマとなっている[17]。しかし友人に本曲を聴かせたところ、「これ俺のこと言ってるのか」と怒りの反応を見せたため吉川は「いや、俺たちみんなのことだよ」と弁明したという[20]。吉川は30歳になるまでにはハードルが必要であり「越えられるか越えられないかってぐらいに設定しなければ意味がない」という自説を述べた上で、「アイドル出身の俺としては、そのあたりのことを“セクシー”という言葉で表してみたわけです（笑）。だから "SEXY" というタイトルのわりには、そのボディを感じさせない、観念的な気持ちレベルでの曲なんですよね」と述べている[20]。
6. 「ROMANCER」
タイトルはウィリアム・ギブスンの小説『ニューロマンサー』（1984年）から拝借されている[14]。吉川はサイエンス・フィクションであった同作よりもより現実に近い形で、「いつも未来に恋している男」というテーマでサウンド的には近未来風味を目指して制作したと述べている[14]。また「摩天楼の間をジェット機が泳ぐみたいなイメージ」があったため、冒頭と最後にジェット音が挿入されることになったと吉川は述べた他、「自分の恋してる相手、女性というよりも、もっと自分の持っている未来の夢、みたいなものを表している。いつかたどり着きたい場所でもいいしね」とも述べている[14]。本曲も含めて本作収録曲のアレンジはすべて吉川が担当しているが、職業アレンジャーのように柔軟な対応が出来ないことから選択肢が狭まり必然的に一つのアレンジに収まったという[21]。吉川にとってのロマンとは14～15歳の時期に抱えていた夢であると述べた他、「“コイツといればあとは全部捨ててもいい”っていう行動に出られるような熱いときめきが欲しいなっていう気持ちはいつもありますね」と述べている[21]。

### SIDE 2
1. 「Cloudy Heart」
本作の表題曲であるが、吉川は本作に至るまでの1年の間の心境を「曇り空」であると表現し、早い段階でアルバムタイトルとして決定していたものの一時期異なるタイトルへの変更を検討、しかしストレートに決めるべきであるとの考えから結果としてアルバムタイトルに使用されることになった[21]。タイトルの意味は「心が曇っている」という意味だけではなく、「何か欲しいものが雲の壁の向こうにあるんだけど、それをどうやって取りに行くかっていうことだったと思う」と吉川は述べ、また歌詞中の「心の行方が見えない こんな夜だから」という部分に関しては「自分が立っている所は辛い所だっていう認識よりも、素晴らしいことと辛いことっていうのは同じ数だけあるっていう認識があるんだよね」と述べている[21]。
2. 「Little Heaven」
本曲について吉川は「（本作の中で）一番収穫だった」と述べた上で、「こういうホワーっとした曲は、今までの僕の中にはなかったし、書くこともなかった。このアルバムの中では救いの存在になっているよね」と述べている[15]。本曲について吉川は「サウンド的にも詞の面でもちょっと一息つくっていう感じかな」と位置付けており、「“リトル・ヘブン”という場所は最終地点のオアシスではないんだけど、ちょっと一息ついて、また都会の砂漠に旅立とうみたいなことを考えて創った曲ですね」と述べている[22]。また、「この天国っていうのを現実レベルで考えると、南の島というよりも砂漠の中のオアシスに近いかな」と述べている[22]。
3. 「KISSに撃たれて眠りたい」
17枚目のシングルであり、本作にはアルバム・バージョンとして収録されている。詳細は「KISSに撃たれて眠りたい」の項を参照。
4. 「GIVE ME A BREAK」
本曲は5分で制作したと吉川は述べている[15]。吉川にとっては制作しやすい楽曲であったため、「あとはコーラスで遊んでしまおう」という感覚から終盤に琉球音階を使用したコーラスが挿入されることになった[22]。吉川は本曲について「アルバムの中で唯一楽しくやった曲なんじゃないかな（笑）」と述べている[23]。
5. 「Re-Birth」
本曲はレコーディング初期に完成した楽曲であり、コード進行が2拍であることからアレンジが困難であったために菅原弘明にマニピュレーションを依頼したと吉川は述べている[23]。本曲は吉川によれば「ブロークンハートなのに目茶苦茶カッコつけてる情けない奴の歌」であり、「彼女が去ったのは俺が夢ばかり追いかけていたからだ。そうか、じゃあオマエは普通の女と同じ幸せを探せよ。俺は普通の人とは違う幸せを探してやるんだ……と思いつつも思い切れない奴」と補足した上で、格好つけないと失恋したことを受け入れられない時点で破綻してるものの自身の美学であるとも吉川は述べている[23]。
6. 「Love Way」
本曲は元々オープニング用に制作された楽曲であったが、本曲のレコーディング終了後に完成した「Purple Pain」をオープニングに使用したいとの意志があり、本曲が8ビートではないため取っ掛かりとして相応しくないとの判断からオープニングから外されることになった[23]。本曲は大袈裟な楽曲であることから、1曲目でなければ最終曲にするしかなかったと吉川は述べている[23]。吉川は歌詞中の「彷徨う」という言葉を例として挙げた上で、「サウンド的には彷徨いを肯定するようないちばん救いのある曲だと思う」と述べている[23]。

## リリース、ツアー、チャート成績、批評
| 専門評論家によるレビュー | 専門評論家によるレビュー |
| レビュー・スコア         | レビュー・スコア         |
| 出典                     | 評価                     |
| ------------------------ | ------------------------ |
| CDジャーナル             | 肯定的                   |

本作は1994年1月31日に東芝EMIのイーストワールドレーベルからCDにてリリースされた。初回生産分は28ページのブックレット仕様となっており、「Rambling Rose」「VENUS〜迷い子の未来～」「Day by Day」3曲の直筆サイン入りソングスコアが記載されている。同年5月23日には6枚目のアルバム『GLAMOROUS JUMP』（1987年）以来約7年ぶりに、LPレコードで限定生産品としてリリースされた。本作からは先行シングルとしてデビュー10周年記念としてリリースされた「KISSに撃たれて眠りたい」およびローソン「3D R&R SHOW」のコマーシャルソングとして使用された「VENUS 〜迷い子の未来〜」がシングルカットされた他、日本テレビ系テレビドラマ『ザ・ワイドショー』（1994年）の主題歌として使用された「Rambling Rose」がリカットされた。また、「Day by Day」もシングルカット予定はあったがプロモーション盤のみが制作され正式にはリリースされなかった。本作を受けたコンサートツアーは「KOJI KIKKAWA CONCERT TOUR 1994 "My Dear Cloudy Heart"」と題し、1994年2月5日の戸田市文化会館 ホール公演を皮切りに、5月29日の横浜アリーナ公演まで37都市全49公演が実施された。
本作はオリコンアルバムチャートにおいて最高位第1位を獲得、登場週数は11回で売り上げ枚数は34.3万枚となった。音楽情報サイト『CDジャーナル』では、本作について有機的であり無機的、クールでありホットであると主張した上で「どちらのイメージをも喚起させるのが、不思議といえば不思議。都会派の特質だろうか」と述べ、「ダンディズムに貫かれた、セクシャルでカッコいい楽曲で埋められたアルバム」と肯定的に評価した。
CD盤はその後2006年12月13日にCD-BOX『THE EMI BOX』に収録される形でデジパック仕様のデジタル・リマスタリング盤として再リリースされた。2007年3月14日には紙ジャケット仕様として再リリースされ、2014年5月14日には24bitデジタルリマスタリングが施されたSHM-CD仕様にて再リリースされた。2014年5月28日にはCD-BOX『Complete Album Box』に収録される形で紙ジャケット仕様のデジタル・リマスタリング盤として再リリースされた。

## 収録曲
- CDブックレットに記載されたクレジットを参照[33]。

| #         | タイトル                   | 作詞               | 作曲      | 編曲             | 時間  |
| --------- | -------------------------- | ------------------ | --------- | ---------------- | ----- |
| 1.        | 「Purple Pain」            | 吉川晃司           | 吉川晃司  | 吉川晃司、吉田建 | 5:04  |
| 2.        | 「Rambling Rose」          | 吉川晃司           | 吉川晃司  | 吉川晃司、吉田建 | 4:05  |
| 3.        | 「VENUS 〜迷い子の未来〜」 | 松井五郎、吉川晃司 | 吉川晃司  | 吉川晃司、吉田建 | 4:02  |
| 4.        | 「Day by Day」             | 松井五郎           | 吉川晃司  | 吉川晃司、吉田建 | 5:04  |
| 5.        | 「SEXY」                   | 吉川晃司           | 吉川晃司  | 吉川晃司、吉田建 | 4:01  |
| 6.        | 「ROMANCER」               | 松井五郎、吉川晃司 | 吉川晃司  | 吉川晃司、吉田建 | 3:48  |
| 合計時間: | 合計時間:                  | 合計時間:          | 合計時間: | 合計時間:        | 26:04 |

| #         | タイトル                   | 作詞               | 作曲      | 編曲               | 時間  |
| --------- | -------------------------- | ------------------ | --------- | ------------------ | ----- |
| 7.        | 「Cloudy Heart」           | 吉川晃司           | 吉川晃司  | 吉川晃司、吉田建   | 5:00  |
| 8.        | 「Little Heaven」          | 松井五郎           | 吉川晃司  | 吉川晃司、吉田建   | 4:22  |
| 9.        | 「KISSに撃たれて眠りたい」 | 松井五郎、吉川晃司 | 吉川晃司  | 吉川晃司、菅原弘明 | 4:18  |
| 10.       | 「GIVE ME A BREAK」        | 吉川晃司           | 吉川晃司  | 吉川晃司、吉田建   | 3:42  |
| 11.       | 「Re-Birth」               | 吉川晃司           | 吉川晃司  | 吉川晃司、菅原弘明 | 5:02  |
| 12.       | 「Love Way」               | 吉川晃司           | 吉川晃司  | 吉川晃司、吉田建   | 5:19  |
| 合計時間: | 合計時間:                  | 合計時間:          | 合計時間: | 合計時間:          | 27:43 |

## スタッフ・クレジット
- CDブックレットに記載されたクレジットを参照[34]。

### 参加ミュージシャン
| 1. 「Purple Pain」 - 江口信夫 – ドラムス - 吉田建 – ベース - 小倉博和 – ギター - 富樫春生 – キーボード 2. 「Rambling Rose」 - 青山純 – ドラムス - 吉田建 – ベース - 小倉博和 – ギター - 吉川晃司 – ギター、ソロ・ギター - 富樫春生 – キーボード - 柴田俊文 – キーボード - NOKKO – コーラス 3. 「VENUS 〜迷い子の未来〜」 - 青山純 – ドラムス - 吉田建 – ベース - 小倉博和 – ギター - 富樫春生 – キーボード - 柴田俊文 – キーボード 4. 「Day by Day」 - 青山純 – ドラムス - 吉田建 – ベース - 小倉博和 – ギター - 富樫春生 – キーボード - 柴田俊文 – キーボード 5. 「SEXY」 - 本田毅 – ギター - 富樫春生 – キーボード 6. 「ROMANCER」 - 青山純 – ドラムス - 小倉博和 – ギター - 吉川晃司 – ギター、ソロ・ギター - 富樫春生 – キーボード - 柴田俊文 – キーボード 7. 「Cloudy Heart」 - 江口信夫 – ドラムス - 吉田建 – ベース - 小倉博和 – ギター - 富樫春生 – キーボード | 1. 「Little Heaven」 - 吉田建 – ベース - 小倉博和 – ギター - 富樫春生 – キーボード - ジョーイ・ジョンソン – コーラス - カレブ・ジェームス – コーラス - ワーネル・ジョーンズ – コーラス 2. 「KISSに撃たれて眠りたい」 - 矢壁篤信 – ドラムス - 美久月千晴 – ベース - 小倉博和 – ギター、ソロ・ギター - 吉川晃司 – ギター - 富樫春生 – キーボード - 菅原弘明 – コーラス 3. 「GIVE ME A BREAK」 - 江口信夫 – ドラムス - 吉田建 – ベース - 小倉博和 – ギター、ソロ・ギター - 吉川晃司 – ギター - 富樫春生 – キーボード - ジョーイ・ジョンソン – コーラス - カレブ・ジェームス – コーラス - ワーネル・ジョーンズ – コーラス 4. 「Re-Birth」 - 江口信夫 – ドラムス - 吉田建 – ベース - 小倉博和 – ギター - 富樫春生 – キーボード 5. 「Love Way」 - 江口信夫 – ドラムス - 吉田建 – ベース - 小倉博和 – ギター - 吉川晃司 – ギター、ソロ・ギター - 富樫春生 – キーボード - ジョーイ・ジョンソン – コーラス - カレブ・ジェームス – コーラス - ワーネル・ジョーンズ – コーラス |

- 酒井麿 – プリプロダクション・プログラミング
- 菅原弘明 – マニピュレーション

### 録音スタッフ
- 吉川晃司 – プロデュース
- 吉田建 – コ・プロデュース（9, 11曲目以外）
- 菅原弘明 – コ・プロデュース（9, 11曲目）
- 坂元達也 – レコーディング・エンジニア、ミキシング・エンジニア
- 井上一郎 – レコーディング・エンジニア
- 中山大輔 – レコーディング・エンジニア
- 中林慶一 – レコーディング・エンジニア
- 伊藤隆司 – レコーディング・エンジニア
- 後藤昌司 – レコーディング・エンジニア
- ジョージ・マリノ（英語版） – マスタリング・エンジニア
- 神崎真雄 (セブンスソフトハウス) – A&Rディレクター
- 水谷淳一（東芝EMI） – A&Rディレクター

### 制作スタッフ
- 池村高明（セブンスエンタープライズ） – アーティスト・マネージメント
- あべひでたろう（セブンスエンタープライズ） – アーティスト・マネージメント
- 鈴木博一（東芝EMI） – プロモーション・スタッフ
- 田村隆夫（東芝EMI） – プロモーション・スタッフ
- 加茂啓太郎（東芝EMI） – プロモーション・スタッフ
- 鈴木篤史（東芝EMI） – プロモーション・スタッフ
- 鈴木康和（東芝EMI） – プロモーション・スタッフ
- 田所達也（セブンスソフトハウス） – プロモーション・スタッフ
- 荒木一三 – ギター・テクニシャン
- 横尾隆 (MUSIC LAND) – ミュージシャン・コーディネーター
- 河村嚴生（セブンスソフトハウス） – エグゼクティブ・プロデューサー
- 中曾根純也（東芝EMI） – エグゼクティブ・プロデューサー
- 下河辺晴三（東芝EMI） – エグゼクティブ・プロデューサー

### 美術スタッフ
- 杉山芳明 – 写真撮影
- 西本和民 – アート・ディレクション、デザイン
- 梅林かおり – アシスタント
- 鈴木好弘（ゴリ・インターナショナル） – 衣裳
- 山地正倫 – 衣裳
- やまはしひろみ – メイク・アップ
- 大橋トモヒロ – メイク・アップ
- 佐藤寛児 – メイク・アップ

## チャート、認定
| チャート         | 最高順位 | 登場週数 | 売上数   | 出典  |
| ---------------- | -------- | -------- | -------- | ----- |
| 日本（オリコン） | 1位      | 11回     | 34.3万枚 | [ 3 ] |

| 国/地域 | 認定組織         | 日付      | 認定     | 売上数   | 出典   |
| ------- | ---------------- | --------- | -------- | -------- | ------ |
| 日本    | 日本レコード協会 | 1994年2月 | ゴールド | 200,000+ | [ 35 ] |
| 日本    | 日本レコード協会 | 1994年3月 | プラチナ | 400,000+ | [ 4 ]  |

## リリース日一覧
| No. | リリース日     | レーベル                                    | 規格         | カタログ番号 | 備考                                                                                | 出典          |
| --- | -------------- | ------------------------------------------- | ------------ | ------------ | ----------------------------------------------------------------------------------- | ------------- |
| 1   | 1994年1月31日  | 東芝EMI／イーストワールド                   | CD           | TOCT-8300    | 初回特典28Pブックレット ソングスコア付（3曲）                                       | [ 24 ] [ 36 ] |
| 2   | 1994年5月23日  | 東芝EMI／イーストワールド                   | LP           | TOJT-8300    | 限定生産品                                                                          | [ 37 ] [ 38 ] |
| 3   | 2006年12月13日 | 東芝EMI／イーストワールド                   | CD           | TOCT-26127   | CD-BOX『THE EMI BOX』収録、デジタルリマスタリング、デジパック仕様                   | [ 39 ] [ 40 ] |
| 4   | 2007年3月14日  | EMIミュージック・ジャパン／イーストワールド | CD           | TOCT-11187   | 紙ジャケット仕様                                                                    | [ 41 ] [ 42 ] |
| 5   | 2014年5月14日  | ワーナーミュージック・ジャパン              | SHM-CD       | WPCL-11812   | 24bitデジタルリマスタリング仕様                                                     | [ 43 ] [ 2 ]  |
| 6   | 2014年5月28日  | ワーナーミュージック・ジャパン              | SHM-CD       | WPCL-11909   | CD-BOX『Complete Album Box』収録、紙ジャケット仕様、24bitデジタルリマスタリング仕様 | [ 44 ] [ 45 ] |
| 7   | 2020年2月7日   | ワーナーミュージック・ジャパン              | AAC-LC       | -            | デジタル・ダウンロード                                                              | [ 46 ]        |
| 8   | 2020年2月7日   | ワーナーミュージック・ジャパン              | ロスレスFLAC | -            | デジタル・ダウンロード                                                              | [ 47 ]        |